# 우주 공간

지구와 우주 공간 사이의 경계선

우주 공간(宇宙空間, 영어: outer space)은 지구의 대기를 포함한 천체 사이 성간의 공간이다. 각각 천체에서 밀도 정도는 거의 없다.

## 개요
영역(領域) 상공은 영공과 우주공간 두 가지 부분으로 구별한다. 영공에 관해 국가의 지배권이 미친다는 원칙을 확립했으나 그 위 우주공간에 관한 제도 적용을 명확히 하지 않았다. 이 점에 관해 1967년 우주평화이용 조약에서 지구를 둘러 싼 우주공간과 달 기타 천체(天體)에 적용하는 새로운 국제법 제도를 수립하였다. 이에 의하면 우주공간과 천체는 어떠한 나라도 영유하면 안 된다는 것, 우주공간과 천체는 모든 나라가 자유롭게 이용하거나 조사할 수 있다는 것, 우주에서 모든 활동은 국가 책임임을 명확히 규정하고 있다. 즉 지구를 에워싼 우주공간과 달 기타 별은 어느 나라도 영유하지 않고 모든 나라가 자유롭게 사용할 수 있도록 개방한 것이다.  또한 이 조약은 군축조약으로서 성격 있다는 점에 주목한다. 먼저 달 등 천체에 관해 평화적 목적에 한하여 사용할 수 있도록 정하고, 천체상에 핵무기 같은 대량살상 병기를 배치하거나 군사기지를 설치하는 등 군사적 사용을 일체 금지했다. 다음에 지구를 둘러싼 우주공간에서는 핵무기 등 대량살상 병기를 운반하는 위성(衛星)을 궤도에 올리는 일을 금지했다. 그런데 이 조약이 군축문제에 한하여 천체와 우주공간 그 자체를 구별해서 규정하는 것으로 알 수 있듯이 우주공간에 첩보위성 발사 등 핵무기 이외 군사적인 이용을 금지하지 않는 점도 주의해야 한다.

## 공간별 종류
- 성간물질
- 혹성물질

## 지역

### 성간 매질
우주는 대부분 암흑 에너지와 암흑 물질, 그리고 일반적인 물질로 구성되어 있다. 전자기파도 우주를 구성하고 있으며,이 양은 20억년간 절반가량으로 줄어든것으로 알려져있다.

### 성간

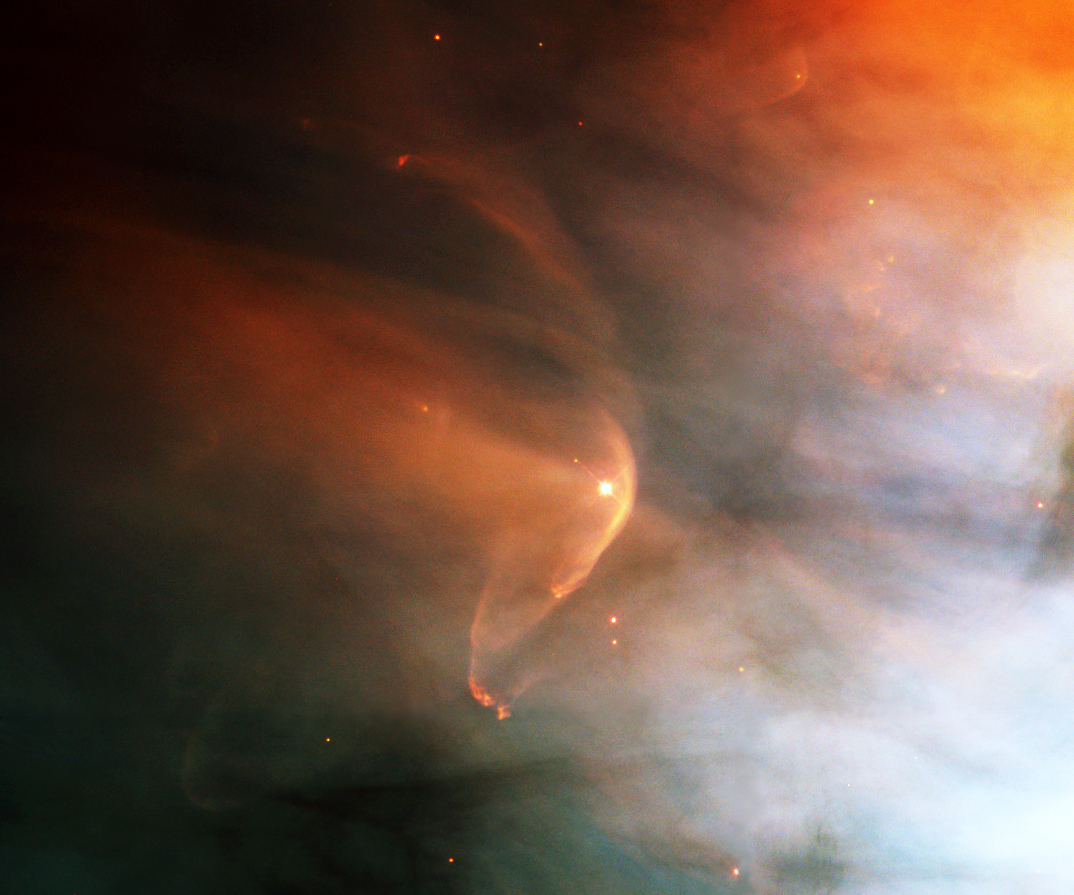
Bow shock formed by the magnetosphere of the young star LL Orionis (center) as it collides with the Orion Nebula flow

성간우주(星間宇宙) 또는 상간공간은 태양에서 나오는 태양풍·자기력선이 미치는 공간을 뜻하는 태양권 같은 태양계나 그 밖의 별과 별들이 존재하고 있는 우주 공간이다. 일반적으로 우주(Space)의 빈 공간을 의미한다. 온도는 0 K보다는 높은 약 3 K 정도인 대략 −270 °C인 것으로 알려져 있으며 순수한 진공 상태는 아닌 극소량의 성간매질이 1 km3에 분자 1개 정도 분포하고 있는 것으로 알려져 있다.

## 곡면
아인슈타인 장 방정식 또는 슈바르츠실트 해에 따르면 질량이 있는 별들에 의해 그 별의 주변공간인 우주공간은 굽여져 휘어진 것으로 이론적으로도 설명할 수 있다.
이에 대해 존 휠러(John Weeler)는 '시공간은 물질이 어떻게 움직이는지를 말해준다. 물질은 시공간이 어떻게 휘어지는지를 말해준다.(Spacetime tells matter how to move. matter tells spacetime how to curve)'라고 이를 언급한바있다.
|                                                                  |
| 구체의 질량이 공간을 휘게하고 휘어진 공간을 따라 움직이는 물질들 |

## 블랙홀
| |
| 대마젤란운 앞에 블랙홀이 있을 경우를 시뮬레이션한 사진. 블랙홀의 사건의 지평선주위의 중력렌즈 효과로 대마젤란운이 두 개의 확대된, 그러나 매우 왜곡된 상으로 보이게 됨에 주목. 위쪽에 보이는 호선은 우리은하 원반이 마찬가지로 왜곡된 것이다. |

## 같이 보기
- 우주마이크로파
- 배경복사